# Sichuanwapiti
De Sichuanwapiti (Cervus canadensis macneilli) is een ondersoort van de wapiti die voorkomt in westelijk China.

## Beschrijving
Dit grote hert uit de hooglanden heeft een zeer bleke, fijn gevlekte kleur met grijs of bruinzwart. De wintervacht is bruinachtig. Samen met het Tibethert is dit de grootste ondersoort van de Centraal-Aziatische wapiti's. Oudere volwassen mannetjes kunnen zes tanden aan elk gewei hebben, vergelijkbaar met de andere ondersoorten. In tegenstelling tot andere ondersoorten van Centraal-Aziatische wapiti's hebben vrouwtjes in de winter korte nekmanen.

## Verspreidingsgebied
Deze zeldzame ondersoort werd het eerst beschreven in 1909 naar een vrouwelijk exemplaar. 26 jaar later werden er mannelijke exemplaren gevonden, waarmee de echte status bekend werd. De ondersoort leeft langs de Chinees-Tibetaanse grens.